# Alcimene (figlio di Giasone)
 Alcimene, nella mitologia greca, era uno dei figli di Giasone e di Medea.

## Il mito
Alcimene, nato da Giasone, dopo le sue avventure di con gli Argonauti, il mitico gruppo di avventurieri impegnati a recuperare il vello d'oro, e da Medea, maga conosciuta da Giasone proprio durante i viaggi degli argonauti, fu ucciso, insieme al fratello Tessalo, dalla propria madre, per vendicare il tradimento dell'amato.